# Simão da Cunha Pereira (político)
Simão da Cunha Pereira (Peçanha, 2 de março de 1883 — ?, 1963) foi um político brasileiro que atuou no estado de Minas Gerais como presidente da Câmara Municipal de Peçanha (1912-1930) e senador estadual de Minas Gerais (1923-1930). Também foi escolhido como prefeito municipal de Peçanha em 1930 pelo então presidente estadual de Minas Gerais Olegário Maciel e exerceu o mandato de deputado federal constituinte por Minas Gerais de 1934 a 1937.

## Família
Filho de Simão da Cunha Pereira e de Eufrásia Vasconcelos da Cunha, Simão da Cunha Pereira nasceu em uma família de políticos mineiros: o pai, um ativista republicano, havia participado da primeira Assembleia Constituinte republicana mineira, institucionalizada em 1891, e havia sido deputado federal de 1894 a 1896. O avô, também chamado Simão da Cunha Pereira, foi o presidente da Assembléia Provincial no Império, criada em 1834 sob a regência de D. Pedro II. O irmão de Simão da Cunha Pereira, Edgardo da Cunha Pereira Sobrinho, foi deputado federal de 1918 a 1920. Seu primo, Tristão Ferreira da Cunha, também foi um deputado federal entre os anos de 1947 e 1963.

## Estudos
Os primeiros estudos de Simão da Cunha Pereira foram no Seminário de Diamantina, em Minas Gerais. Após terminar o colegial, Simão ingressou na Faculdade de Medicina do Rio de Janeiro, em 1904. Formando-se no ano de 1909, Simão logo em seguida foi nomeado como inspetor sanitário em Peçanha (MG), sua cidade natal.

## Trajetória Política
Membro do Partido Republicano Mineiro (PRM), em 1912 Simão da Cunha Pereira foi eleito Presidente da Câmara Municipal de Peçanha, cargo de sua trajetória política que ocupou até o ano de 1930. Simão também foi eleito como senador estadual do estado de Minas Gerais em 1923 e teve o mandato reeleito no ano de 1927, quando começou a participar das comissões de Instrução Pública, Finanças e Obras Públicas do estado. Enquanto isso, Simão da Cunha Pereira também dava aulas   aulas de ciências naturais na Escola Normal de Peçanha desde 1926, ano de fundação da mesma.
Com o Golpe de 1930, Simão da Cunha Pereira teve seu mandato de senador estadual interrompido por conta da supressão de órgãos legislativos no Brasil durante o período. Entretanto, já no início de 1930, Simão havia se filiado à Aliança Liberal, sendo responsável por ajudar na campanha de candidatura de Getúlio Vargas e gerando uma aproximação com o novo governo que se aproximava. Por conta disso, ainda em 1930, Simão da Cunha Pereira foi nomeado prefeito municipal de Peçanha por Olegário Maciel, o então presidente estadual de Minas Gerais que havia continuado no poder durante o governo provisório de Getúlio Vargas. Ao longo da Revolução Constitucionalista de 32, Simão da Cunha Pereira e Olegário Maciel ficaram ao lado de Getúlio Vargas contra o movimento paulista.
Em 1933, Simão da Cunha Pereira deixou o Partido Republicano Mineiro (PRM) para filiar-se ao Partido Progressista (PP) em Minas Gerais, um partido aliado às forças então vigentes do estado: as de Getúlio Vargas. Ainda em 1933, no mês de maio, Simão da Cunha Pereira foi eleito deputado da Assembleia Nacional Constituinte e teve o mandato estendido até 1935.

## Fim da vida
Simão da Cunha Pereira foi casado com Zulmira Braga da Cunha e, um dos seus filhos, Augusto da Cunha Pereira, foi prefeito da cidade de Peçanha, em Minas Gerais. Atualmente, uma praça e uma escola estadual na cidade de Peçanha levam o nome do filho de Simão, Augusto da Cunha Pereira.

Simão da Cunha Pereira faleceu em 1963.